# Montlandon (Haute-Marne)
Pour les articles homonymes, voir Montlandon.
Montlandon est une ancienne commune française du département de la Haute-Marne en région Grand Est. C'est une commune associée de Haute-Amance depuis 1972.

## Géographie
Situé à l'est de Langres, le village de Montlandon est traversé par les routes D51 et D308. Il se trouve à proximité de la N19 et de la ligne de Culmont - Chalindrey à Toul.

## Histoire
En 1789, ce village fait partie de la province de Champagne dans le bailliage de Langres.
Le 17 mai 1972, la commune de Montlandon est rattachée sous le régime de la fusion-association à celle de Hortes qui devient Haute-Amance.

## Politique et administration
| Période                                  | Période | Identité     | Étiquette | Qualité                    |
| ---------------------------------------- | ------- | ------------ | --------- | -------------------------- |
| 1962                                     | 1972    | Henri Gillot |           | Retraité de la Gendarmerie |
| Les données manquantes sont à compléter. |         |              |           |                            |

| Période                                  | Période | Identité          | Étiquette | Qualité                    |
| ---------------------------------------- | ------- | ----------------- | --------- | -------------------------- |
| 1977                                     | 1989    | Paul Cornaire     |           | Retraité de la Gendarmerie |
| 1989                                     | 2008    | Michel Favrel     |           | Retraité de France Télécom |
| 2008                                     | 2014    | Christian Dupalut |           | Retraité                   |
| 2014                                     |         | Michel Marchiset  |           | Retraité de l’industrie    |
| Les données manquantes sont à compléter. |         |                   |           |                            |

## Démographie
| 1793 | 1800 | 1806 | 1821 | 1831 | 1836 | 1841 | 1846 | 1851 |
| ---- | ---- | ---- | ---- | ---- | ---- | ---- | ---- | ---- |
| 398  | 490  | 522  | 428  | 471  | 482  | 527  | 523  | 473  |

| 1856 | 1861 | 1866 | 1872 | 1876 | 1881 | 1886 | 1891 | 1896 |
| ---- | ---- | ---- | ---- | ---- | ---- | ---- | ---- | ---- |
| 437  | 444  | 418  | 410  | 405  | 420  | 513  | 433  | 358  |

| 1901 | 1906 | 1911 | 1921 | 1926 | 1931 | 1936 | 1946 | 1954 |
| ---- | ---- | ---- | ---- | ---- | ---- | ---- | ---- | ---- |
| 353  | 334  | 324  | 261  | 264  | 244  | 264  | 240  | 244  |

| 1962 | 1968 | - | - | - | - | - | - | - |
| ---- | ---- | - | - | - | - | - | - | - |
| 206  | 172  | - | - | - | - | - | - | - |

## Lieux et monuments
- Église Nativité-de-Notre-Dame, construite au 13e ou 14e siècle, remaniement et agrandissement au 19e siècle (fermée au public par arrêté municipal du 2 mars 2021 - "désordre occasionné par les murs intérieurs")
- À côté de l'église : une croix gothique au XVe siècle dans le cimetière, classée MH en 1903
- Fort de Montlandon (alias fort Mortier), fortification Séré de Rivières, construit entre 1883 et 1885